# CarmioOro-NGC

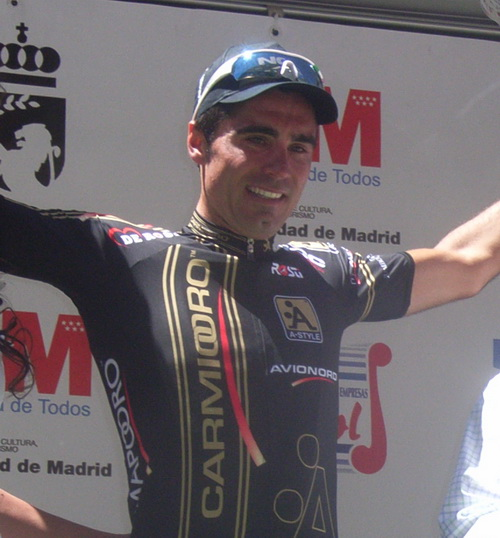
Francisco Ventoso el 2009

El CarmioOro-NGC (codi UCI CMO) va ser un equip ciclista que va competir entre el 2008 i el 2010. En aquests tres anys la seva llicència passà de Xipre a Itàlia i finalment al Regne Unit. El 2008 i 2009 va córrer en la categoria Continental, mentre el darrer any pujà de nivell com a Profesional Continental.

## Principals victòries

### Clàssiques
- París-Brussel·les: 2010 (Francisco Ventoso)

### Curses per etapes
- Volta al Japó: 2009 (Sergio Pardilla)
- Tour de Hainan: 2009 (Francisco Ventoso)

### Grans Voltes
Cap participació.

## Classificacions UCI
L'equip participa en les proves dels circuits continentals i principalment en les curses del calendari de l'UCI Europa Tour i l'UCI Àsia Tour. Aquesta taula presenta les classificacions de l'equip als circuits, així com el seu millor corredor en la classificació individual.
UCI Amèrica Tour
| Temporada | Classificació per equips | Millor ciclista en la classificació individual |
| --------- | ------------------------ | ---------------------------------------------- |
| 2008      | 42è                      | Paul Brousse (387è)                            |

UCI Àsia Tour
| Temporada | Classificació per equips | Millor ciclista en la classificació individual |
| --------- | ------------------------ | ---------------------------------------------- |
| 2008      | 41è                      | Maxim Gourov (145è)                            |
| 2009      | 10è                      | Jure Kocjan (16è)                              |
| 2010      | 8è                       | Francisco Ventoso (145è)                       |

UCI Europa Tour
| Temporada | Classificació per equips | Millor ciclista en la classificació individual |
| --------- | ------------------------ | ---------------------------------------------- |
| 2008      | 71è                      | Maxim Gourov (204è)                            |
| 2009      | 19è                      | Francisco Ventoso (13è)                        |
| 2010      | 5è                       | Sergio Pardilla (8è)                           |